# Ciocalypta polymastia
Ciocalypta polymastia är en svampdjursart som först beskrevs av Lendenfeld 1888.  Ciocalypta polymastia ingår i släktet Ciocalypta och familjen Halichondriidae. Inga underarter finns listade i Catalogue of Life.